# Nong Khai
Pour les articles homonymes, voir Khai.
Pour la province de Thaïlande, voir Province de Nong Khai.
Nong Khai (thaï : หนองคาย ; API : [nɔ̌ːŋ kʰāːj]) est une ville de l'Isan au nord-est de la Thaïlande. Située sur la rive sud du Mékong, elle est frontalière avec le Laos, accessible par le pont de l'amitié lao-thaïlandaise au-dessus du Mékong. Elle n’est distante que de 20 km de la capitale du Laos, Vientiane.
Elle est située sur la ligne de chemin de fer Bangkok-Vientiane, ligne en service depuis le 19 juillet 2024,,. 

## Description
Connue de longue date pour son emplacement privilégié sur le Mékong, proche de Vientiane, Nong Khai est le principal point d’entrée vers le Laos et attire chaque année beaucoup de visiteurs thaïlandais et étrangers grâce à de nombreux lieux d'intérêt : Sala Kéo Kou et son parc sculptures, la statue de Bouddha Phra Sai, le parc historique de Phu Phra Bat (aisément accessible de Nong Khai, bien que situé dans la province d’Udon Thani), sans oublier le marché indochinois lao-thaï de Tha Sadej sur plusieurs rues du centre ville. Une bonne partie est piétonne comme la promenade au bord du fleuve. Inauguré le 8 avril 1994, le Pont de l'amitié lao-thaïlandaise fut le premier à enjamber cette partie du Mékong et le second sur l’ensemble de son cours.
Nong Khai est typique de la culture de l'Isan qui prévaut dans le nord-est thaïlandais et dont le particularisme distingue la région du reste du pays. Reconnues pour leur bel esprit d’ouverture, la langue et la culture de l’Isan ont leurs racines en Thaïlande et au Laos. De nos jours, ceux qui la vivent au quotidien sont très fiers de son caractère singulier. Une majorité d’habitants parlent thaï et isan, un dialecte aussi proche du thaï que du lao. Beaucoup ont également des rudiments d’anglais, de vietnamien et de chinois.

## Histoire
Nong Khai a joué un rôle majeur lors de révoltes des Jin Hor du Yunnan dans les années 1880. Puis elle passa sous contrôle français jusqu’en 1932 et on y trouve encore quelques exemples d’architecture française. Lors de la guerre du Vietnam, elle accueillit de nombreux immigrants laotiens, chinois et vietnamiens et s’enrichit de leur dynamisme et de leur diversité culturelle.

## Tourisme

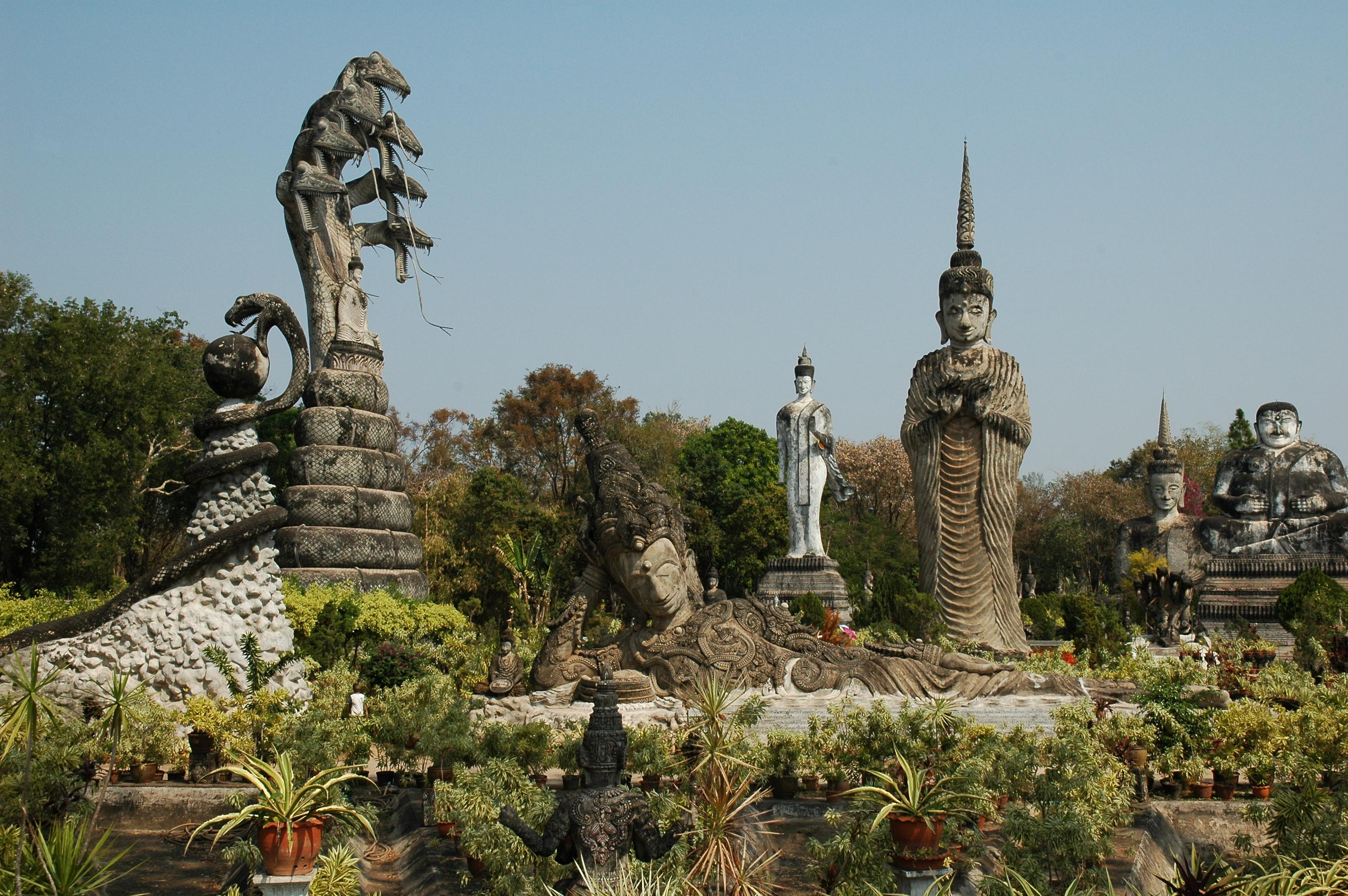
Parc de Sala Keoku sculpture et statues.

### Les temples bouddhistes de Nong Khaï
On raconte que Nong Khai est la ville qui possède le plus de temples par habitants de toute l'Asie du Sud-Est : le centre-ville compte à lui seul trente-trois wats.

Le plus célèbre de ces temples est Wat Pho Chai (thaï : วัดโพธิ์ชัย) qui abrite la statue de Phra Luang Phor Phra Sai (thaï :  พระใส), une des statues de Bouddha enlevée par le futur Rama Ier lors du sac de Vientiane en 1778 (à la même époque que le Bouddha d'émeraude).

Wat Pho Chai
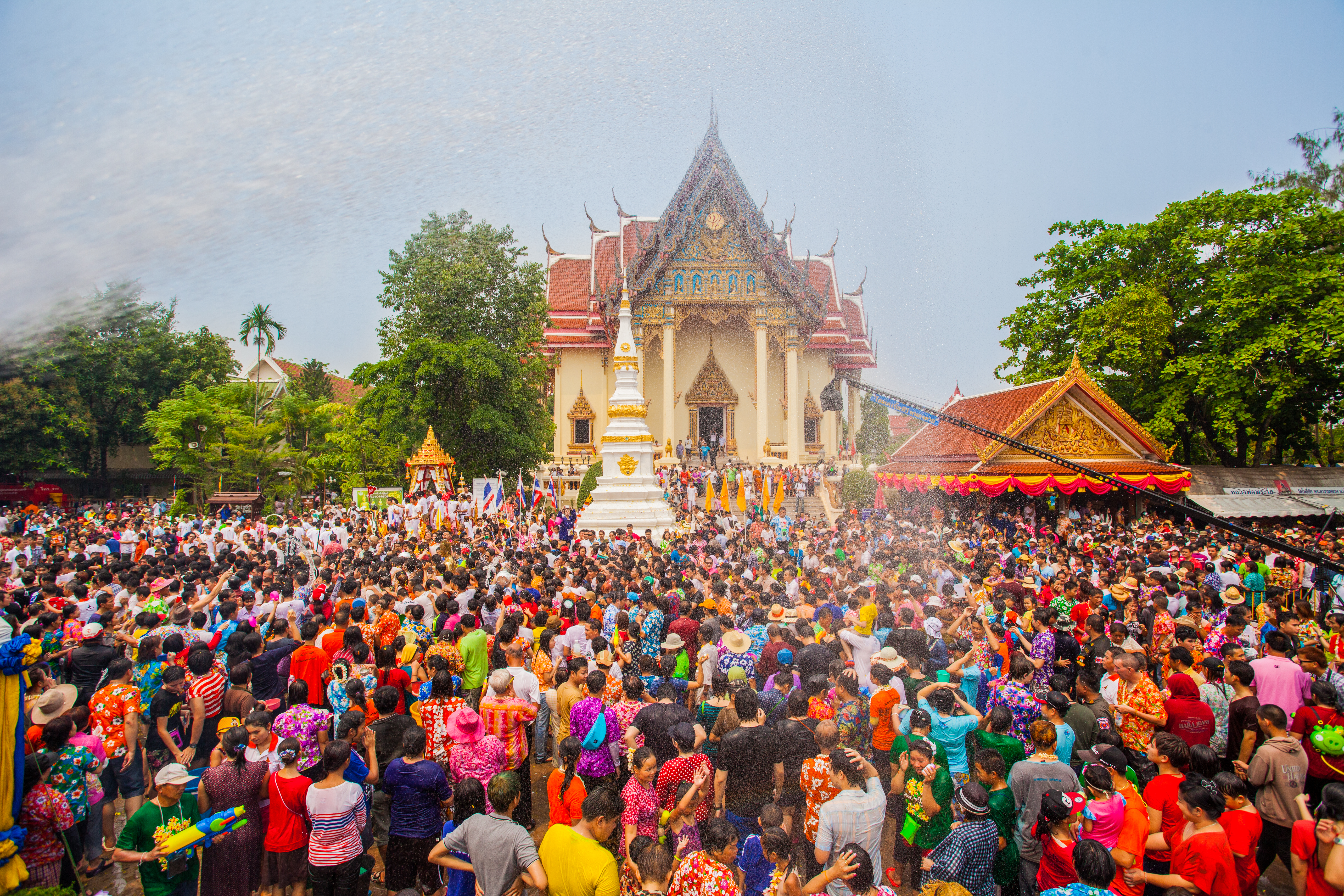
Dévotion populaire
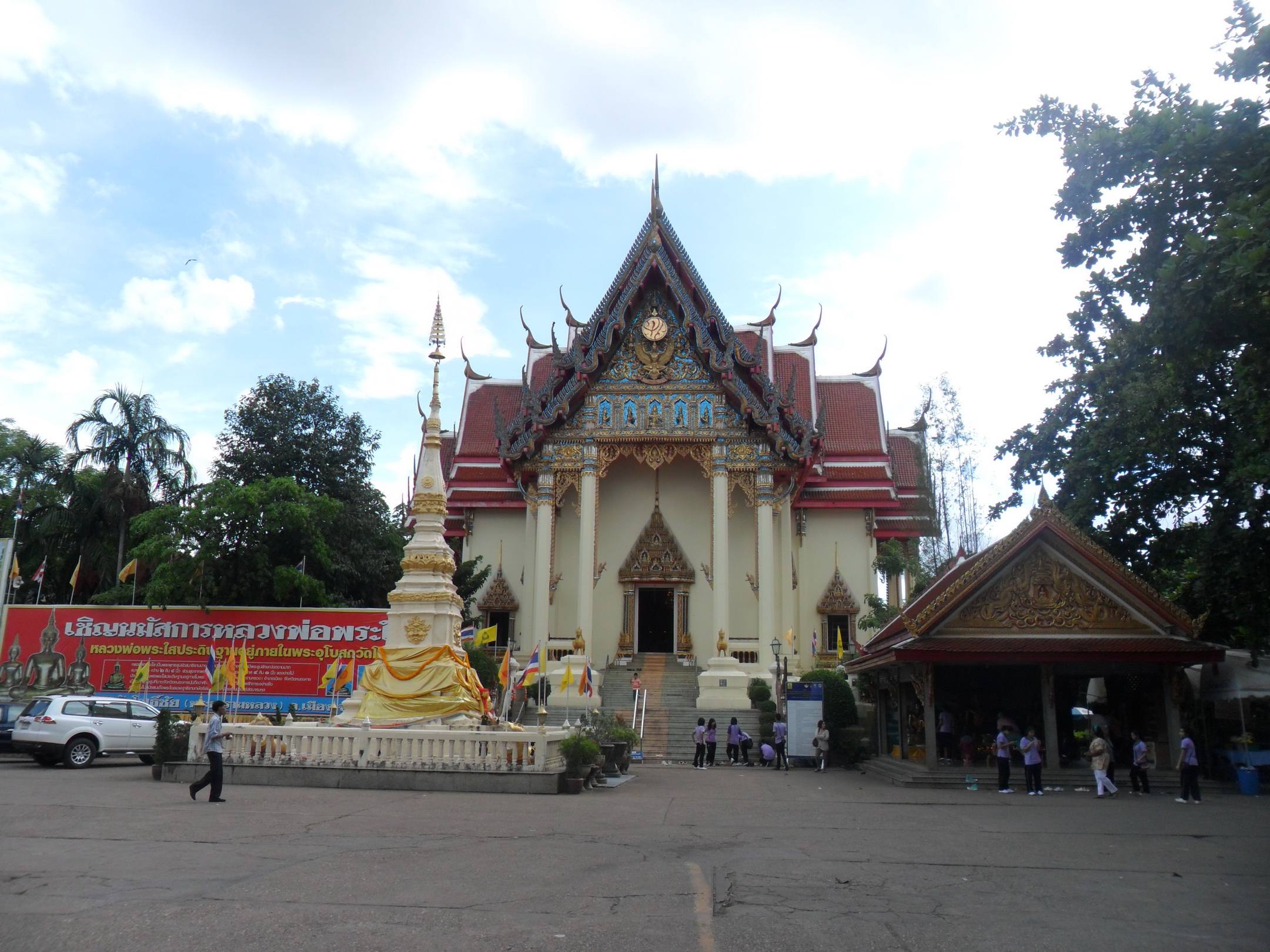
Chedi (stupa) et Wihan (salle d'assemblée des croyants)
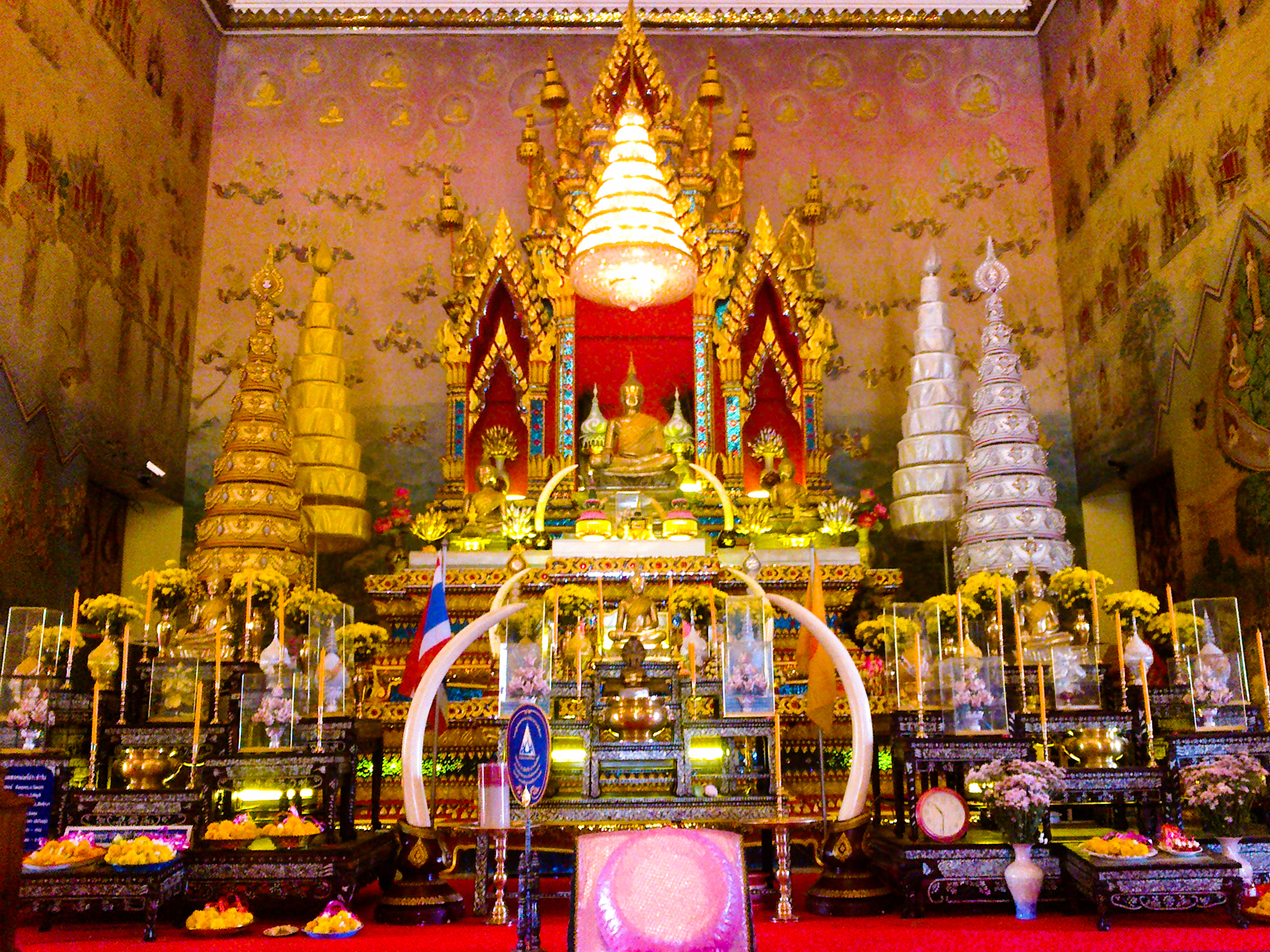
Statue du Bouddha Phra Sai à l'intérieur du Wiham
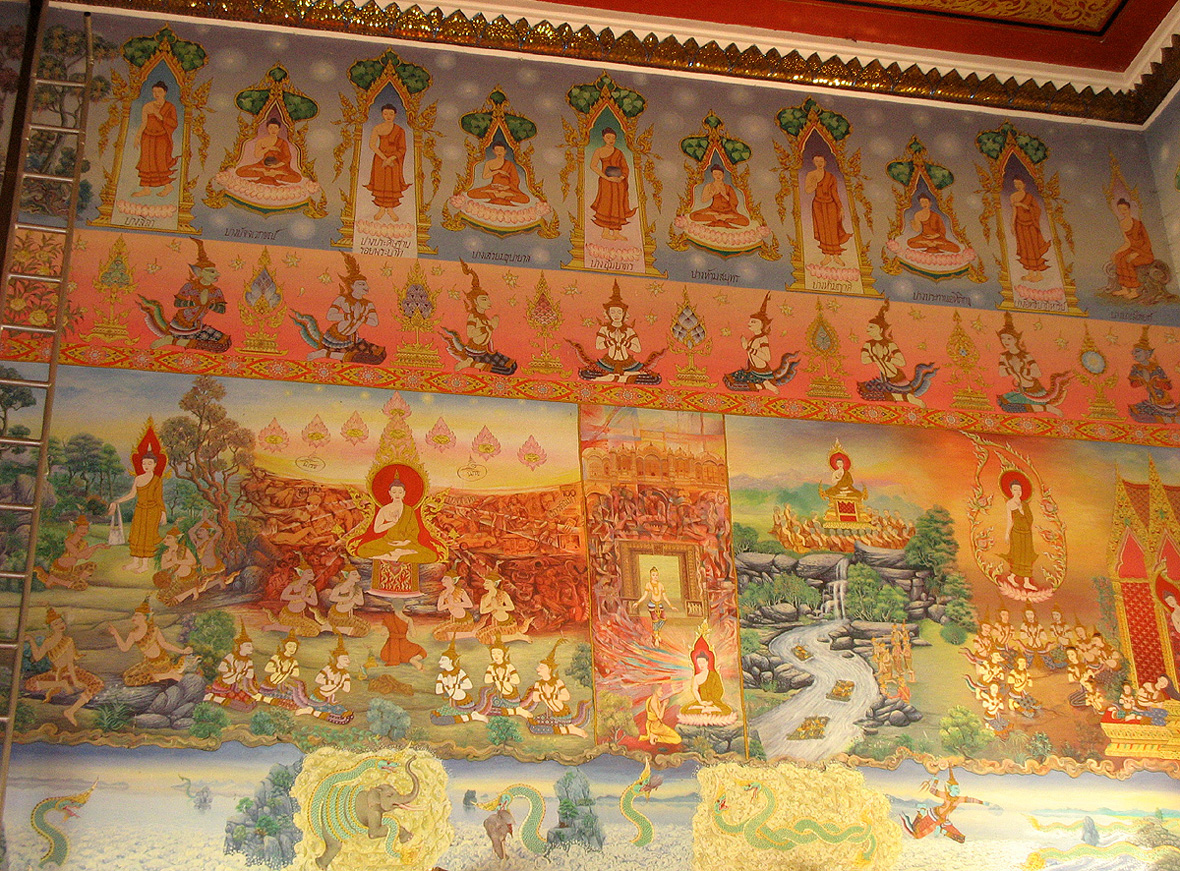
Fresque sur les murs du Wihan

### Sala Keoku
S’il est un site incontournable à Nong Khai, c’est bien Sala Keoku (désigné aussi sous le nom de Wat Khaek), à 6 km à l’est de Nong Khai sur la nationale 212. Des panneaux indicateurs indiquent la route (« Sala Kaew Ku », entre autres orthographes). Vu qu’il est situé sur une petite route perpendiculaire à quatre voies, il est nécessaire de faire un demi-tour et de revenir légèrement sur ses pas quand on vient de Nong Khai. Une fois hors de la nationale, il reste un peu plus d’un km pour atteindre le site et son parking sur la gauche de la route.
Ce parc de sculptures des plus étranges, dont certaines dépassent les 20 mètres de haut, est l’œuvre de Luang Pu Bunleua Sulilat, un artiste mystique qui acquit le terrain en 1978 après avoir dû fuir son Laos natal (où un parc comparable, où l’on peut voir certaines de ses œuvres plus anciennes, existe toujours près de Vientiane). Syncrétisme de bouddhisme et d’hindouisme, nāgas, bouddhas, déesses aux multiples bras et hybrides mi-humains, mi-animaux dominent le paysage. L’entrée est de 20 bahts pour les étrangers.
Mal desservi par les transports publics, le site est facile d’accès à vélo et même à pied. Il est également possible de louer un tuk-tuk (100 bahts environ, y compris l'heure d’attente du chauffeur) ou une moto. Peuvent aussi être organisés des transports dans des véhicules climatisés à partir de 100 ฿ par personne, avec une carte détaillant chaque statue de la Roue de vie, essentielle pour la visite. 
La Roue de vie illustre la théorie des cycles de l’existence. On y accède par un tunnel avant de faire le tour de différentes statues représentant des étapes successives.
Il y a un mausolée au troisième étage du grand pavillon de Sala Kéo Kou.
Le parc est particulièrement impressionnant en août, au plus fort de la saison des pluies, sous une lumière douce et changeante, avec une végétation luxuriante et des acacias chargés de fleurs jaunes parfumées.
Le haut d’une œuvre de Sulilat située dans son premier parc sur la rive Lao du Mékong, le Parc du Bouddha, est visible derrière les cimes au bord du fleuve après Wat That.

### Leparc historique de Phu Phra Bat

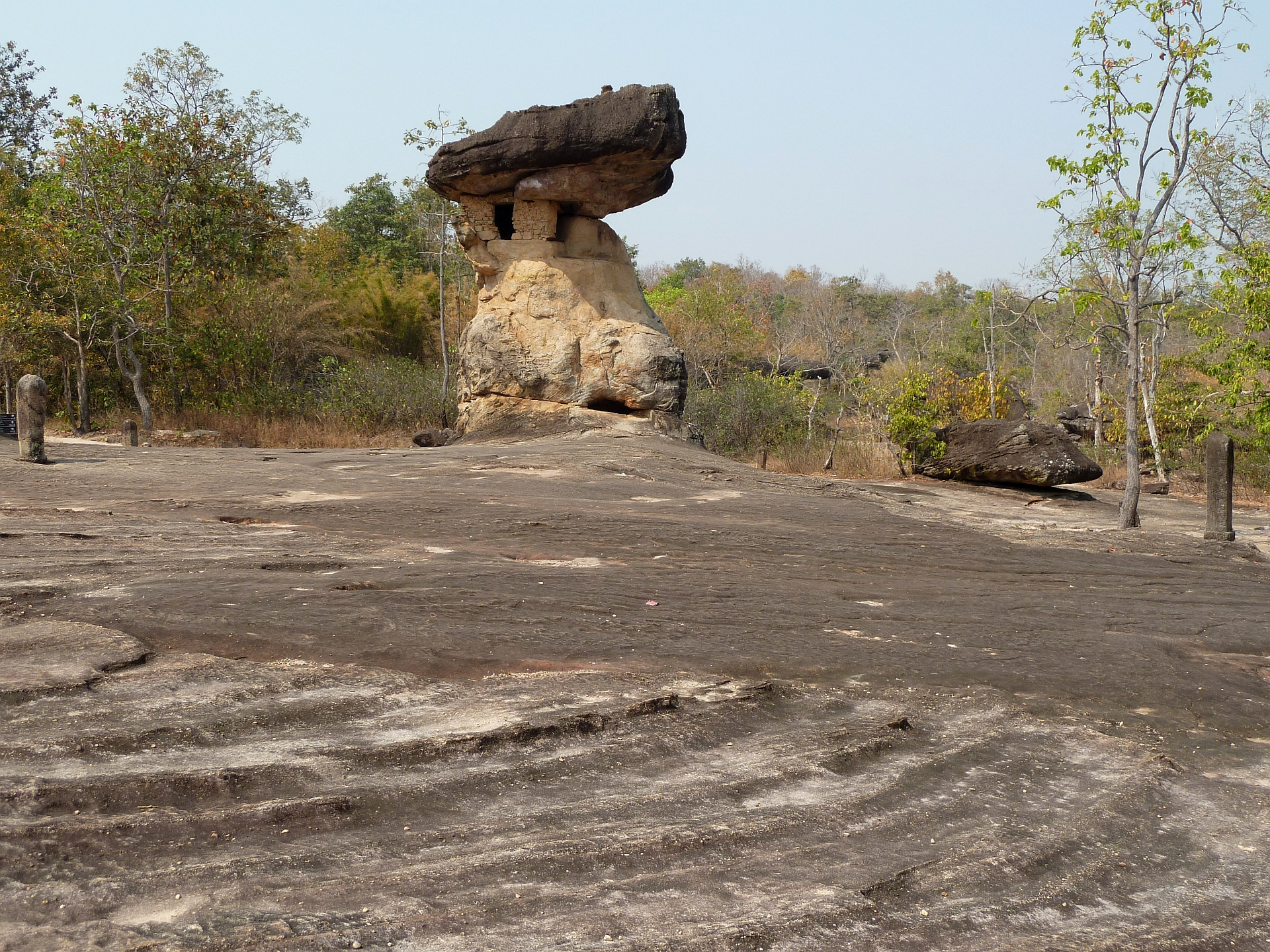
Rocher Hoh Nang Ussa et bai sema de la période Dvaravati

Le parc historique de Phu Phra Bat, situé à environ 50 km au nord-ouest d'Udon Thani et 50 km au sud-ouest de Nong Khai, près de l'amphoe Ban Phue (en) dans la province voisine d'Udon Thani, est l’un des sites les plus connus de Thaïlande. Il est classé au patrimoine mondial de l'Humanité par l'UNESCO depuis juillet 2024.
Vieux de plus de trois mille ans, ce site abrite d’imposantes formations rocheuses. On peut s‘y rendre à moto, en voiture ou en bus et on peut y consacrer la journée pour en profiter pleinement. Il est également possible d’y dormir.
Ouvert au public depuis 1989, Phu Phra Bat est géré par le ministère thaïlandais des Beaux Arts. 
La légende de Nang Usa (นางอุสา-ท้าวบารส), qui est célébrée dans toute la Thaïlande, puise ses sources dans le parc et raconte l’histoire d’une jeune fille à la beauté envoûtante, qui fut contrainte d’y vivre recluse sous la protection d’un vieil ermite. Elle se laissa séduire par le jeune et fringant Tao Baros, mais leur relation échoua. Un aspect de cette légende est sa référence à la rivalité entre les religions hindou et bouddhiste qui coexistaient autrefois dans la région.